# Šakti
Šakti / Devi / Durga je v hinduizmu mati svetov, ki je Šivina spremljevalka in žena. Uteleša energijo in moč.